# Cinque Corvi
Cinque Corvi, in inglese Five Crows, conosciuto anche come Hezekiah, Achekaia,  Pahkatos (Colline Nere, ... – ...; fl. XIX secolo), è stato un capo indiano Cayuse.
Il suo principale rivale per il ruolo di gran capo dei Cayuse era il giovane capo Weatenatemany.

Cinque Corvi era il fratellastro da parte materna di Tuekakas, Capo Anziano Giuseppe dei Nasi Forati e il cognato di Peopeomoxmox, capo Uccello Giallo. Il più ricco dei capi Cayuse, con oltre 1000 cavalli, venne rovinato finanziariamente dalla Guerra Cayuse che scaturì dagli omicidi nella Missione Whitman del 1847. Sebbene non sia stato coinvolto nelle uccisioni, prese come moglie uno degli ostaggi della missione, Lorinda Bewley. Dopo essere stato ferito nella Guerra Cayuse, i Nasi Forati, sotto Tuekakas, lo curarono. Cinque Corvi era popolare tra i Cayuse e prese spesso la parola durante il consiglio di trattato.

Cinque Corvi morì all'età di 70 anni e il suo corpo fu trovato nei pressi di Athena.